# ركلة ملاكم (فلم)
ملاكم ركل  (بالإنجليزية: Kickboxer) هو فيلم حركة تم إنتاجه في الولايات المتحدة وصدر في سنة 1989. من بطولة جين كلود فان دام ومحمد قيسي.

## الميزانية والإيرادات
بلغت تكلفة إنتاج الفيلم حوالي 1.5 مليون دولار بينما حقق أرباحا تقدر بـ 14,697,005 دولار.

## وصلات خارجية
- مقالات تستعمل روابط فنية بلا صلة مع ويكي بيانات